# Rhabdophyllum
Genre
Rhabdophyllum est un genre de plantes à fleurs de la famille des Ochnaceae.

## Liste d'espèces
Selon Catalogue of Life (4 juillet 2020) :
- Rhabdophyllum affine (Hook.fil.) Tiegh.
- Rhabdophyllum arnoldianum (De Wild. & Th.Dur.) Tiegh.
- Rhabdophyllum bracteolatum (Gilg ex Mildbr.) Farron
- Rhabdophyllum calophyllum (Hook.fil.) Tiegh.
- Rhabdophyllum crassipedicellatum Sosef
- Rhabdophyllum letestui Farron
- Rhabdophyllum refractum (De Wild. & Th.Dur.) Tiegh.
- Rhabdophyllum rigidum (De Wild.) Farron
- Rhabdophyllum thonneri (De Wild.) Farron
- Rhabdophyllum welwitschii Tiegh.

Selon NCBI (4 juillet 2020) :
- Rhabdophyllum affine
- Rhabdophyllum arnoldianum
- Rhabdophyllum calophyllum
- Rhabdophyllum letestui

Selon The Plant List (4 juillet 2020) :
- Rhabdophyllum letestui Farron
- Rhabdophyllum reflexum (De Wild. & T.Durand) Tiegh.
- Rhabdophyllum rigidum Farron
- Rhabdophyllum thonneri (De Wild.) Farron

Selon Tropicos (4 juillet 2020) (Attention liste brute contenant possiblement des synonymes) :
- Rhabdophyllum affine Tiegh.
- Rhabdophyllum arnoldianum (De Wild. & T. Durand) Tiegh.
- Rhabdophyllum barteri Tiegh.
- Rhabdophyllum bracteolatum (Gilg) Farron
- Rhabdophyllum calophyllum (Hook. f.) Tiegh.
- Rhabdophyllum letestui Farron
- Rhabdophyllum nutans Tiegh.
- Rhabdophyllum pauciflorum Tiegh.
- Rhabdophyllum preussi Tiegh.
- Rhabdophyllum refractum (De Wild. & Th. Dur.) Tiegh.
- Rhabdophyllum rigidum Farron
- Rhabdophyllum staudtii Tiegh.
- Rhabdophyllum thonneri (De Wild.) Farron
- Rhabdophyllum welwitschii Tiegh.